# 멀티 암드 밴딧

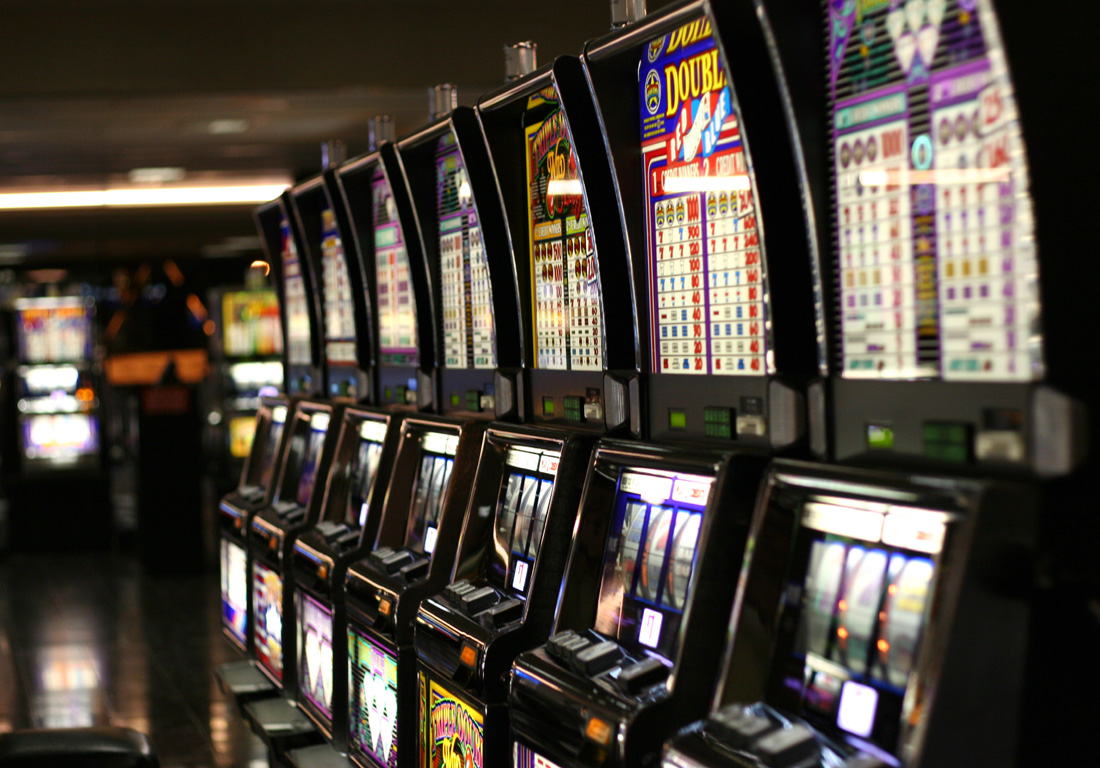
라스베이거스에 위치한 한 줄의 슬롯 머신들

멀티 암드 밴딧(Multi-armed bandit, K-armed bandit problem, N-armed bandit problem)은 확률론 및 기계 학습에서 고정된 제한된 리소스 세트를 경쟁(대안) 선택 간에 다음과 같은 방식으로 할당해야 하는 문제이다. 각 선택의 속성이 할당 당시 부분적으로만 알려지고 시간이 지남에 따라 또는 선택에 자원을 할당함으로써 더 잘 이해될 수 있을 때 예상 이득을 최대화한다. 이는 탐색-이용 트레이드오프 딜레마를 보여주는 고전적인 강화 학습 문제이다. 이 이름은 슬롯 머신이 줄지어 서 있는 도박꾼을 상상하는 데서 유래한다. 그는 어떤 기계를 플레이할지, 각 기계를 몇 번 플레이할지, 어떤 순서로 플레이할지, 현재 기계를 계속 사용할지 아니면 다른 기계를 사용해 볼지 여부를 결정해야 한다. 멀티 암드 밴딧 문제도 확률론적 스케줄링의 광범위한 범주에 속한다.
문제에서 각 기계는 선험적으로 알려지지 않은 해당 기계에 특정한 확률 분포에서 무작위 보상을 제공한다. 도박꾼의 목표는 일련의 레버 당김을 통해 얻은 보상의 합계를 최대화하는 것이다. 각 시도에서 도박꾼이 직면하는 중요한 트레이드오프는 가장 높은 기대 수익을 갖는 기계를 "이용"하는 것과 다른 기계의 예상 수익에 대해 더 많은 정보를 얻기 위한 "탐색" 사이이다. 탐색과 활용 사이의 균형은 기계 학습에서도 직면한다. 실제로 다중 무장 도적은 과학 재단이나 제약 회사와 같은 대규모 조직의 연구 프로젝트 관리와 같은 문제를 모델링하는 데 사용되었다. 문제의 초기 버전에서 도박꾼은 기계에 대한 초기 지식 없이 시작한다.
1952년 허버트 로빈스(Herbert Robbins)는 문제의 중요성을 깨닫고 "순차적 실험 설계의 일부 측면"에서 수렴적인 인구 선택 전략을 구축했다. 존 C. 기틴스(John C. Gittins)가 처음 발표한 정리인 기틴스 지수는 예상 할인 보상을 최대화하기 위한 최적의 정책을 제공한다.

## 같이 보기
- 탐욕 알고리즘
- 탐색이론